# مقاطعة كلارك (كانساس)
مقاطعة كلارك (بالإنجليزية: Clark County)‏ هي إحدى المقاطعات في ولاية كانساس، الولايات المتحدة الأمريكية.